# کلیر لوس
کلیر لوس (انگلیسی: Claire Luce؛ ‏ ۱۵ اکتبر ۱۹۰۳ – ۳۱ اوت ۱۹۸۹) رقصنده، و بازیگر اهل ایالات متحده آمریکا بود.
از فیلم‌هایی که وی در آن نقش داشته‌است، می‌توان به بالای رودخانه اشاره کرد.